# Palazzo Orsini (Monterotondo)
O Palazzo Orsini é um palácio italiano situado em Monterotondo (Província de Roma), no nº4 da Piazza Guglielmo Marconi. Actualmente aloja a câmara municipal de Monterotondo.

## História
Na época feudal, o palácio pertenceu às várias famílias que foram dominando Monterotondo. Em 1286 surge um documento que atesta a sua divisão entre os herdeiros de um certo Matteo Rosso Orsini. Em seguida foi ampliada a estrutura defensiva.
O palácio tinha uma grande importância quando Clarice Orsini casou com Lourenço de Médici, celebrado em 1469. Nesse mesmo século foram introduzidas no edifício várias decorações renascentistas segundo a moda da época. Giacomo Orsini acrescentou o corpo rectangular actual que engloba o pátio interno, também esse rectangular.
No dia 8 de Janeiro de 1626 foi vendido metade do feudo de Monterotondo aos Barberini. No dia 19 de Novembro desse mesmo ano foi vendida, também, a outra metade, com o palácio anexo, devido a problemas financeiros.
Em 1629 deu-se uma nova ampliação, mas a ala ocidental não voltaria a ser reconstruída depois de demolida no âmbito dos projectos de alargamento, ficando, assim, o pátio interno em contacto directo com o exterior, mediante um portão para peões que se abre para a Via Fabio Giovagnoli.
Em 1699, Monterotondo, com o Palazzo Orsini, foi vendido ao Marquês Francesco Grillo. Os Marqueses Del Grillo mandariam construir um teatro no seu interior.
Em 1814, o feudo foi comprado pelos Boncompagni, os quais desmantelaram o teatro interno construído pelos marqueses.
Em 1890, o edifício tornou-se sede da administração municipal. Com esta última passagem perderam-se grande parte das riquezas do interior. No entanto, o palácio seria restaurado várias vezes nas décadas seguintes: em 1898, em 1905, devido a desmoronamentos, e em 1915, devido ao terramoto em Avezzano-Marsica.
Durante a Segunda Guerra Mundial foi ocupado, sucessivamente, pelo exército real italiano, pelos nazis e, por fim, pelas tropas aliadas.
Em 2007, o palácio foi novamente sujeito a obras de restauro.

## Aspecto e estrutura
A fachada do palácio apresenta um estilo românico-barroco, com um campanário sitod no último andar, enquanto o corpo é rectangular.
Possui duas entradas: uma pedonal, na Via Giovagnoli, e outra para viaturas, na Piazza Marconi nº4. As duas entradas dão acesso ao pátio interno, igualmente de forma rectangular. No pátio são redundantes as colunas com grilos  em alto relevo, símbolo da família Del Grillo.
Redundantes são também as placas com a inscrição: CAROLVS BARBERINVS S.R.E. CAP. GENERALIS ERETI DVX
(CARLOS BARBERINI CAPITÃO GERAL DA SANTA ROMANA IGREJA E COMANDANTE DE ERETUM), mas a presença dos brasões dos papas da família Médici, dos cardeais da família Orsini e cabeças de leões parecem indicar a encomenda dum papa na construção deste palácio para a família Orsini (talvez o Papa Leão X ou o Papa Pio IV).
Nas salas do sindaco e da secretaria existem afrescos e tectos com caixotões em madeira.
Frente à entrada pela Piazza Marconi existe um jardim municipal com uma fonte central, enquanto no lado direito do edifício, no nº 80 da Via G. Oberdan, existe uma escola de música.
No alto encontra-se uma torre quadrangular.
No interior existe um segundo pátio, denominado de "cortile del pozzo" (pátio do poço) devido a uma verdadeira cisterna em mármore realizada numa oficina romana do século XVI: a obra, decomposta em peças, foi trabalhada em Roma, transportada pelo Rio Tibre até Monterotondo e, depois, montada no interior do palácio.

### As salas decoradas
As salas abaixo descritas são adjacentes umas às outras pela ordem apresentada e encontram-se, todas elas, no primeiro andar do palácio.

#### A Sala dos Palafreneiros e a Capela dos Barberini
A Sala dos Palafreneiros está despojada dos ornamentos originais, com excepção de algumas molduras de portas em travertino, com a inscrição de Carlo Barberini por cima.
A Capela dos Barberini situa-se à esquerda da Sala dos Palafreneiros, guardando a porta de acesso à sala do conselho. Os estuques, executados por Simone Lagi, representam paramentos sacros. Nesta capela são constantes os brasões dos Barberini e de Carlo Barberini. No tecto encontra-se um afresco representando uma pomba bíblica. Na parede do fundo está pintada uma Sagrada Família atribuída a Perin Del Vaga, da escola de Raffaello Sanzio.

#### A Sala do Conselho
Esta sala, antigamente, era chamada de Sala Régia ou Sala da Perspectiva, devido aos afrescos atribuídos a Michelangelo Ricciolini.
Durante as obras de restauro, os afrescos e o tecto com caixotões foram destacados das paredes, nunca voltando a ser recolocados, não restando, de muitos deles, mais que algumas fotografias expostas no Gabinete Fotográfico Nacional, em  Roma.
A sala, actualmente, é utilizada pela assembleia municipal, sendo utilizada nos meses de Julho para os saraus musicais da vizinha escola musical.

#### A Sala das Paisagens
Esta é primeira, e a maior, sala da secretaria do sindaco. O nome da sala deve-se aos afrescos e n~às vistas que se podem apreciar da janela.
O tecto é formado por caixotões em madeira com decorações a ouro. Ao centro do tecto, Carlo Barberini mandou inserir o seu brasão, em madeira e ouro, no lugar do preexistente dos Orsini.
Nas paredes encontram-se afrescos bucólicos atribuídos à idade tardia da escola de Paul Bril (século XVI).

#### A Sala de Vénus e Adónis
Esta é a segunda sala da secretaria do sindaco. Possui, igualmente, um tecto com caixotões.
O nome da sala deve-se, tal como acontece com a anterior, aos seus afrescos, os quais foram pintados por Girolamo Siciolante, de Sermoneta, nas décadas de 1550 e 1560.
Os afrescos, que representam a lenda de Mirra e Adônis, são:
- a violência de Cinira;
- o nascimento de Adónis;
- o amor entre Vénus e Adónis;
- a morte de Adónis.

Ao lado de cada afresco estão representadas duas Minervas, duas Vénus, duas Efésias e duas Dianas.

#### A sala com cenas de caça
Esta sala também é chamada de saleta do tecto dourado, tendo sido usada pelo Papa Urbano VIII.
Podem notar-se as renovações dos Marqueses del Grillo, entre as quais o brasão sobreposto ao dos Barberini.
Os afrescos desta sala são de Paul Brill (1581). Também aqui, a sala toma o nome da temática apresentada nos afrescos. As cenas de caça representam cães, falcões, cervos e javalis. Uma particularidade dos afrescos consiste no facto da assinatura do artista estar colocada na silhueta de Monterotondo (assinatura representada por um monograma em forma de par de óculos, atestando que Paul Brill foi ajudado pelo seu irmão Matteo).
Na parede em frente da janela está um afresco representando um mar agitado pelos ventos Zéfiro, Bóreas e Noto e uma pedra com a inscrição Undique firmus.
Os afrescos ao lado da janela, originários da época dos Orsini, foram atribuídos aos Taddeo e Federico Zuccari.

#### A Galeria
Esta é a sala do sindaco.
Possui uma abóbada de berço com um afresco sobre a "Alegoria da Aurora", com provável inspiração no afresco homónimo de Pietro da Cortona. Esta alegoria foi atribuída, por algs autores, a Ricciolini, enquanto outros a consideram como sendo de Giacinto Calandrucci, sendo a obra, de qualquer forma, realizada na época dos del Grillo. A paisagem representa um jardim, com terraço, com várias personagens mitológicas, entre as quais Cronos ou a deusa Bellona; algumas divindades indicadas por um dos precedentes são impossíveis de reconhecer devido a várias falhas causadas pelas infiltrações e pelo terramoto de 1915.